# Epidendrum cocleense
Epidendrum cocleense är en orkidéart som beskrevs av Ames, F.T.Hubb. och Charles Schweinfurth. Epidendrum cocleense ingår i släktet Epidendrum och familjen orkidéer.
Artens utbredningsområde är Panamá. Inga underarter finns listade i Catalogue of Life.